# Barend Schuurman
Barend Schuurman (* 21. März 1938 in Schiedam/Provinz Zuid-Holland; † 4. Juni 2019 in Rotterdam) war ein niederländischer Chorleiter und Musikpädagoge.

## Leben
Schuurman war der Sohn des Kirchenmusikers Adriaan Schuurman. Er studierte in Amsterdam und Strasburg Theologie und am Koninklijk Conservatorium Den Haag Flöte bei Frans Vester, später Chorleitung sowie Orchesterleitung bei Jaap Spaanderman. 1966 wurde er zum Kantor und Dirigenten der Laurenskerk in Rotterdam ernannt. Er gründete dort die Laurenscantorij, mit der er in einer Reihe von Kantatengottesdiensten praktisch alle großen Chorwerke Johann Sebastian Bachs aufführte. 1996 war er an der Gründung des Laurens Bach Orchestra beteiligt, und 2002 gründete er das Laurens Bach College. Mit der Laurenscantorij gab er Konzerte u. a. in Leipzig, Dresden, Paris, Brüssel, Antwerpen und Clermont-Ferrand, und als Gast dirigierte er das Orchestre d'Auvergne und das Collegium Vocale Gent. 2005 ging er als Kantor und Chorleiter der Laurenskerk in Ruhestand, sein Nachfolger wurde sein Schüler Wiecher Mandemaker. Für seine Verdienste um das kulturelle Leben verlieh ihm die Stadt Rotterdam ihren Erasmuspreis.
Als Lehrer für Chorleitung wirkte Schuurman von 1982 bis 2002 am Rotterdams Conservatorium. Unter anderem waren dort Daniel Reuss, Aart Bergwerff, Hildebrand Otto, Hayo Boerema und Jan Marten de Vries seine Schüler.

## Schriften
- J.S.Bach – Mattheus Passion (2008)
- Albert Schweitzer over Johann Sebastian Bach (2008)
- Bachs cantates toen en nu (2014)